# Granges-les-Beaumont
Pour les articles homonymes, voir Granges.
Granges-les-Beaumont est une commune française située dans le département de la Drôme en région Auvergne-Rhône-Alpes.

## Géographie

### Localisation
Granges-les-Beaumont est à 5 km de Romans-sur-Isère et à 18 km de Valence. Bien que se présentant sous un aspect essentiellement rurale, la commune est rattachée à la communauté d'agglomération Valence Romans Agglo.

### Hydrographie
Le territoire communal est bordé dans sa partie sud par l'Isère, un des principaux affluents du Rhône.

### Climat
Pour des articles plus généraux, voir Climat d'Auvergne-Rhône-Alpes et Climat de la Drôme.
En 2010, le climat de la commune est de type climat du Bassin du Sud-Ouest, selon une étude du Centre national de la recherche scientifique s'appuyant sur une série de données couvrant la période 1971-2000. En 2020, Météo-France publie une typologie des climats de la France métropolitaine dans laquelle la commune est dans une zone de transition entre le climat de montagne et le climat méditerranéen et est dans la région climatique  Moyenne vallée du Rhône, caractérisée par un bon ensoleillement en été (fraction d’insolation > 60 %), une forte amplitude thermique annuelle (4 à 20 °C), un air sec en toutes saisons, orageux en été, des vents forts (mistral), une pluviométrie élevée en automne (250 à 300 mm). 
Pour la période 1971-2000, la température annuelle moyenne est de 12,5 °C, avec une amplitude thermique annuelle de 17,7 °C. Le cumul annuel moyen de précipitations est de 862 mm, avec 7,5 jours de précipitations en janvier et 5,2 jours en juillet. Pour la période 1991-2020, la température moyenne annuelle observée sur la station météorologique de Météo-France la plus proche, « Romans_sapc », sur la commune de Romans-sur-Isère à 5 km à vol d'oiseau, est de 13,1 °C et le cumul annuel moyen de précipitations est de 876,7 mm,. Pour l'avenir, les paramètres climatiques de la commune estimés pour 2050 selon différents scénarios d'émission de gaz à effet de serre sont consultables sur un site dédié publié par Météo-France en novembre 2022.

## Urbanisme

### Typologie
Au 1er janvier 2024, Granges-les-Beaumont est catégorisée commune rurale à habitat dispersé, selon la nouvelle grille communale de densité à 7 niveaux définie par l'Insee en 2022.
Elle est située hors unité urbaine. Par ailleurs la commune fait partie de l'aire d'attraction de Romans-sur-Isère, dont elle est une commune de la couronne,. Cette aire, qui regroupe 30 communes, est catégorisée dans les aires de 50 000 à moins de 200 000 habitants,.

### Occupation des sols
L'occupation des sols de la commune, telle qu'elle ressort de la base de données européenne d’occupation biophysique des sols Corine Land Cover (CLC), est marquée par l'importance des territoires agricoles (91,2 % en 2018), en diminution par rapport à 1990 (92,4 %). La répartition détaillée en 2018 est la suivante : cultures permanentes (49,1 %), zones agricoles hétérogènes (29,1 %), terres arables (13 %), zones urbanisées (5,1 %), eaux continentales (3,7 %). L'évolution de l’occupation des sols de la commune et de ses infrastructures peut être observée sur les différentes représentations cartographiques du territoire : la carte de Cassini (XVIIIe siècle), la carte d'état-major (1820-1866) et les cartes ou photos aériennes de l'IGN pour la période actuelle (1950 à aujourd'hui).

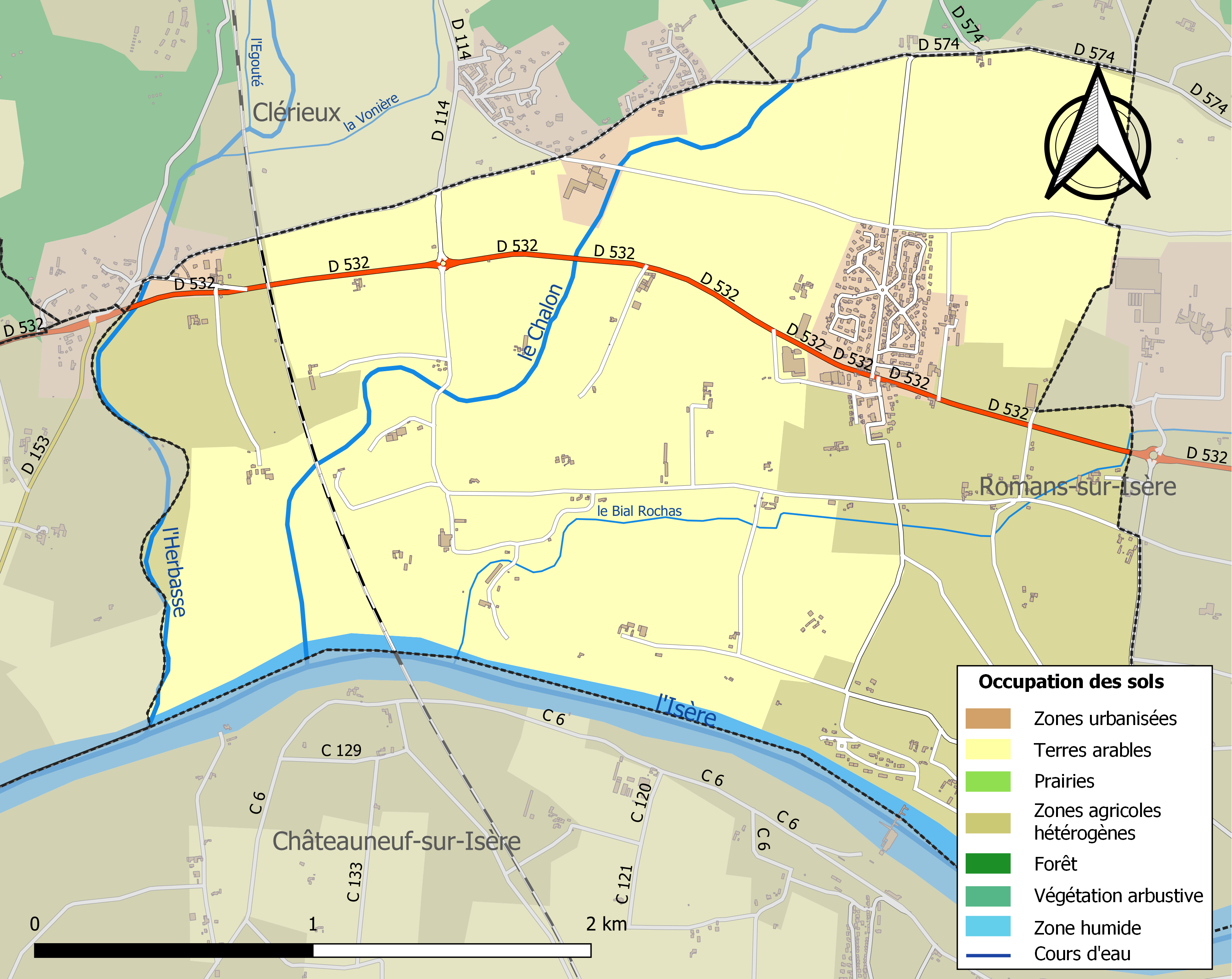
Carte des infrastructures et de l'occupation des sols de la commune en 2018 (CLC).

### Voies de communication et transports
- Voies routières
  - Le territoire communal est traversé par l'ancienne route nationale 532 déclassée en route départementale RD 532
  - L'accès par l'autoroute A7 est situé à Tain-l'Hermitage (10 km) et par l'A49 à Chatuzange-le-Goubet (12 km).

- Voies ferrées 
  - La ligne TGV Paris-Marseille passe à l'ouest de la commune.
  - Deux gares ferroviaires à Valence dont les gares de Valence-Ville et Valence-TGV, et une gare à Romans-sur-Isère.

## Toponymie

### Attestations
Dictionnaire topographique du département de la Drôme :
- 1620 : Les Granges de Monteux (archives de la Drôme, E 966).
- (non daté) : Saint-Maurice-des-Granges (paroisse)[13]
- 1891 : Les Granges, hameau et paroisse de la commune de Beaumont-Monteux.

1946 : Granges-les-Beaumont est distraite de la commune de Beaumont-Monteux et devient une commune distincte.

### Étymologie
La commune tire son nom des nombreuses granges qui étaient construites sur son territoire.

## Histoire
Pendant la Révolution, la commune fait partie du canton de Clérieux
En 1804, l'évêque rattache les Granges, contre l'avis des habitants, à la paroisse de Beaumont-Monteux qui était distante de 11 km et demi. Les chemins pour y accéder étant en mauvais état, les habitants des Granges préféraient aller à Romans, plus proche, pour assister aux messes et fêtes religieuses[réf. nécessaire].
En 1841, les habitants adressent une pétition à l'évêque afin d'être à nouveau rattachés à la paroisse de Romans. L'évêque refuse mais propose en contrepartie la construction d'une église. Les habitants y sont favorables.
Se posa alors le problème de la construction car l'ancien village de Beaumont-Monteux, entièrement emporté par la crue de l'Isère, devait être reconstruit avant tout ; il fallut cinquante ans pour y parvenir[réf. nécessaire].
En 1864, après de nombreuses démarches, la section des Granges a son école[réf. nécessaire].
En 1867, grâce à une souscription publique et au moyen de corvées, les travaux de construction de l'église peuvent commencer. Elle est ouverte au culte le 5 mai 1870. En 1873, le cimetière est béni et, en 1875, le préfet accorde à la section des Granges le droit d'élire quatre conseillers pour les représenter au sein du conseil municipal[réf. nécessaire].
En 1877, la section des Granges est érigée en annexe paroissiale, à la plus grande satisfaction des habitants. La construction de ces édifices fut le point de départ de l'édification d’un nouveau village[réf. nécessaire].
En 1906, la section a un délégué spécial qui remplit les fonctions d'officier d'état civil. Tous les éléments sont réunis pour que la section des Granges devienne enfin, en 1946, une commune à part entière[réf. nécessaire].
Le 1er janvier 1935, le village est rattaché à la paroisse de Beaumont-Monteux.
Granges-les-Beaumont est devenue une commune distincte le 5 septembre 1946 par arrêté de la préfecture de la Drôme. Le 21 décembre 1946, elle est rétablie comme paroisse à part entière.

## Politique et administration

### Liste des maires
| Période | Période                        | Identité                            | Étiquette | Qualité                     |
| --- | ------------------------------ | ----------------------------------- | --------- | --------------------------- |
| Les données manquantes sont à compléter.                                                                       |                                |                                     |           |                             |
| 1946/1947 | ?                              | Lucien Baroz                        |           | premier maire de la commune |
| Les données manquantes sont à compléter. : élections de 1947, 1953, 1959, 1965, 1971, 1977, 1983, 1989 et 1995 |                                |                                     |           |                             |
| ? | ?                              | Henri Machon                        |           |                             |
| ? | ?                              | Roger Lanaz                         |           |                             |
| ? | ?                              | Jean-Gabriel Caffiers               |           |                             |
| ? | ?                              | Georges Arthaud                     |           |                             |
| Les données manquantes sont à compléter.                                                                       |                                |                                     |           |                             |
| 2001 | 2008                           | Jean-Gabriel Caffier                |           |                             |
| 2008 | février 2013                   | Christian Pouge                     |           |                             |
| avril 2013 (statut ?)                                                                                          | 2014                           | Jacques Abrial                      |           | retraité                    |
| 2014 | 2020                           | Jacques Abrial                      |           | maire sortant               |
| 2020 | En cours (au 14 décembre 2020) | Jacques Abrial[source insuffisante] |           | maire sortant               |

### Rattachements administratifs et électoraux
Granges-lès-Beaumont fait partie de l'arrondissement de Valence et dépend du canton de Tain-l'Hermitage

La commune fait partie de la communauté d'agglomération Valence Romans Agglo.

## Population et société

### Démographie
L'évolution du nombre d'habitants est connue à travers les recensements de la population effectués dans la commune depuis 1946. Pour les communes de moins de 10 000 habitants, une enquête de recensement portant sur toute la population est réalisée tous les cinq ans, les populations de référence des années intermédiaires étant quant à elles estimées par interpolation ou extrapolation. Pour la commune, le premier recensement exhaustif entrant dans le cadre du nouveau dispositif a été réalisé en 2004.

En 2022, la commune comptait 904 habitants, en évolution de −3,42 % par rapport à 2016 (Drôme : +2,64 %, France hors Mayotte : +2,11 %).
| 1946 | 1954 | 1962 | 1968 | 1975 | 1982 | 1990 | 1999 | 2004 |
| ---- | ---- | ---- | ---- | ---- | ---- | ---- | ---- | ---- |
| 248  | 315  | 287  | 296  | 288  | 493  | 791  | 948  | 963  |

| 2006 | 2009 | 2014 | 2019 | 2022 | - | - | - | - |
| ---- | ---- | ---- | ---- | ---- | - | - | - | - |
| 951  | 947  | 941  | 908  | 904  | - | - | - | - |

### Enseignement
La commune relève de l’académie de Grenoble et compte une école primaire et une école maternelle[réf. nécessaire].

### Médias
Le territoire de la commune se situe dans l'aire de diffusion de plusieurs médias :

#### Presse écrite
- Le Dauphiné libéré, quotidien régional qui consacre, chaque jour, y compris le dimanche, dans son édition de « Romans et Drôme des collines » un ou plusieurs articles à l'actualité du canton et de la commune, ainsi que des informations sur les éventuelles manifestations locales, les travaux routiers, et autres événements divers à caractère local.
- L'Agriculture Drômoise, journal d'informations agricoles et rurales, couvre l'ensemble du département de la Drôme.
- Drôme Hebdo (ancien Peuple Libre), hebdomadaire chrétien d'informations.

#### Presse audio-visuelle
La commune est située sur l'aire de diffusion de Ici Drôme Ardèche, une radio publique également diffusée sur tout le territoire du département de la Drôme et de l'Ardèche.

### Cultes
La paroisse catholique Sainte-Claire en Dauphiné regroupe les villes de Romans-sur-Isère, Bourg-de-Péage, Pizançon et Granges-les-Beaumont[réf. nécessaire].

## Économie

### Agriculture
En 1992 : fruits, céréales, tabac, vignes, porcins, volailles.

## Culture locale et patrimoine

### Lieux et monuments
- Ferme Renaissance[14].
- Église Notre-Dame, ancienne restaurée de style roman[14].

### Patrimoine naturel
- Rives de l'Isère[14].

### Héraldique, logotype et devise
|  | Granges-les-Beaumont possède des armoiries dont l'origine et le blasonnement exact ne sont pas disponibles. |